# Olej kukurydziany
Olej kukurydziany - olej otrzymywany poprzez ekstrakcję (w tej postaci ma barwę delikatnie czerwonawą) lub tłoczony na zimno (jasnożółty o neutralnym smaku) z kukurydzy (Zea mays).

## Cechy
| Skład:                       | zawiera 55-65% kwasu linolowego, 12-14% kwasu palmitynowego, 4% kwasu stearynowego, 29% kwasu oleinowego, dużą ilość witaminy E |
| Kategoria:                   | olej schnący |
| Ważność:                     | po otworzeniu ok. 3-4 miesiące |
| Wytrzymałość na temperatury: | odporny na ciepło |
| Zastosowanie                 | Stosowany w przemyśle kosmetycznym. Ze względu na swoje własności używany przy każdym typie skóry, polecany zarówno dla skóry tłustej, mieszanej, dojrzałej, jak i suchej, wrażliwej czy zmęczonej. Wykazuje właściwości odżywcze, uelastyczniające, łagodzące, poprawia mikrokrążenie w skórze. Stosowany także szeroko w przemyśle spożywczym. Dostępny w sklepach, charakteryzuje się specyficznym smakiem i zapachem. Stosowany czasami jako dodatek do leków. Olej z zarodków kukurydzy stosowany jest do walki z przerostem gruczołu krokowego, co wynika z wysokiego poziomu fitosteroli. |